# 대원군 (영화)
《대원군》은 1968년 공개된 대한민국의 영화이다.

## 배역
- 신영균
- 김지미
- 최남현
- 허장강
- 박암
- 김동원
- 윤인자
- 송미남
- 김동훈
- 강문
- 방수일
- 한유정
- 양훈
- 박상익
- 강계식
- 조항
- 양일민
- 이용남
- 이풍구
- 성소민
- 지방열
- 최성관
- 조덕성
- 백송
- 임동훈
- 장인한
- 지계순
- 임예심
- 추봉
- 임해림
- 이강조

## 수상
- 1968년 제7회 대종상
  - 작품상
  - 감독상 - 신상옥
  - 녹음상 - 유창극
  - 미술상 - 정우택
- 1969년 제6회 백상예술대상
  - 영화부문 최우수여자연기상 - 김지미
  - 영화부문 최우수남자연기상 - 신영균
- 1969년 제6회 청룡영화상
  - 남우주연상 - 신영균